# Pyorrhoea
Pyorrhoea – polski zespół muzyczny wykonujący muzykę z pogranicza brutal death metalu i grindcore'u, powstały w 2001 roku.

## Historia
Grupa powstała w połowie 2001 roku z inicjatywy Cypriana i Andy Blakka. Pierwotny skład zespołu tworzyli: Cyprian – gitara basowa, Andy Blakk – gitara, śpiew, Daray – perkusja, Analripper – wokal. W czerwcu 2002 w białostockim Hertz Studio, zespół zarejestrował 15-minutowe promo utrzymane w stylistyce grindcore'u i death metalu. Drugi gitarzysta, A.D. Gore dołączył do zespołu w listopadzie 2002. Na przełomie listopada i grudnia 2003, ponownie w studio Hertz, Pyorrhoea zarejestrowała swój debiutancki album Desire for Torment. Masteringiem nagrań wykonał Bartosz Trojanowski.
Zespół podpisał umowę z Empire Records opiewającą na trzy albumy, pierwszym był Desire for Torment. W międzyczasie, z powodów osobistych i zdrowotnych, zespół opuścił Andy Blakk, którego miejsce zajął Max. Z początkiem 2004 w związku z tymczasową nieobecnością perkusisty Daraya jego funkcje przejął Desecrate, znany z gry w zespołach Naamah, Gortal i Desecrated. W połowie 2004 roku z powodów osobistych zespół opuścił Max.
Na przełomie listopada i grudnia 2004 roku, skład zespołu uzupełnił drugi gitarzysta Lukas, znany z gry w warszawskim Sphere a wcześniej w Abused Majesty. Pyorrhoea rusza na swoją pierwszą trasę koncertową po Polsce – "Days of Destruction Tour 2004". Muzycy poprzedzali występy grup Hate, Decapitated i Abused Majesty. Na początku 2005 zespół opuścił Daray, którego zastąpił Desecrate. Niedługo potem z powodów osobistych odszedł wokalista Analripper, a stanowisko gardłowego w zespole objął Chryste, znany z warszawskiej deathmetalowej formacji Gortal. W marcu 2005 zespół wziął udział w festiwalu Metalmania.
W lutym 2006 w studio Hertz odbyła się sesja nagraniowa na której został zarejestrowany materiał na drugą płytę The Eleventh: Thou Shalt Be My Slave. Płyta ukazała się nakładem wytwórni muzycznej Empire Records.

## Dyskografia
- "Promo" (2002, MCD Demo)
- Desire for Torment (25 sierpnia 2004, Empire Records)
- The Eleventh: Thou Shalt Be My Slave (25 kwietnia 2006, Empire Records)
- I Am the War (2013, Crush The Soul Records)[10]